# 第2ニカイア公会議

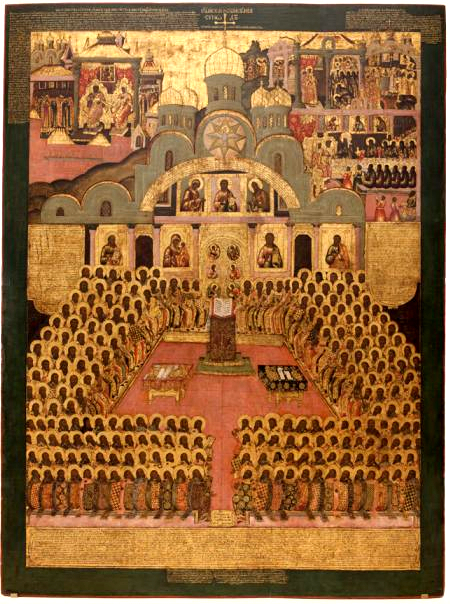
第2ニカイア公会議（第七全地公会）のイコン。

第2ニカイア公会議（だい2ニカイアこうかいぎ）は、787年に小アジアのニカイア（ニケア）で開かれたキリスト教の公会議。第7回世界公会議、第七全地公会ともいう。
正教会とカトリック教会の両方が有効性を認める最後の公会議であり、聖像破壊運動および聖像破壊論者を否定した。公会議のセッションは7回あったが、10月4日に行われた5回目で、聖像破壊勢力はユダヤ人とサラセン人とマニ教信者の三者から生まれたものと結論された。

## 経緯
東ローマ帝国・イサウリア朝の皇帝レオーン3世が730年に発令した聖像崇敬禁止命令は、広範な反対運動を引き起こしたが、レオーン3世は実力でこれを抑圧。754年の教会会議もこれを追認する形になった。次の皇帝コンスタンティノス5世もこれを引き継ぎ、反対者は処刑された。
しかし、長年培われた民衆の画像への執着というものは皇帝の命令1つで変えられるものではない。東ローマ帝国内のヨーロッパ側の民衆や聖職者の反感が高まっていたため、その後を継いだコンスタンティノス6世を後見した母であるアテネ出身の皇后エイレーネーはこの情勢を配慮し、聖像崇敬禁止を撤廃しようと考えた。
こうして開かれたのが第2ニカイア公会議である。この会議の結果、聖像崇敬は聖像や聖画そのものを拝んでいるのではなく、それによって表現される神的なものの原像に心を馳せるものであるから偶像崇拝ではないという理論的裏づけによって聖像破壊運動は否定された。
聖像破壊運動は西方地域ではほとんど行われなかったため、この公会議は西方地域に対しては大きな影響を持たなかった。これはすでにヨーロッパにおいて西方と東方の格差が大きくなっている現実をしめすものであった。

## 正教会
なお正教会では、この第2ニカイア公会議（正教会では一般に第七全地公会と呼ばれる）までを正当な公会議（全地公会）としている。
正教会ではこの公会議の決定によりイコン崇敬が認められたことを記念し、大斎の第一主日を「正教勝利の主日」として記憶している。

## プロテスタント
プロテスタントでは公会議も聖書の権威に従属する。ジャン・カルヴァンは『キリスト教綱要』1篇11章「神に目で見える形を帰することは、ゆるすべからざることである。また何らかの偶像でも、神に代えて立てるものは総じて、真の神に背くのである。」の14「第2ニカイヤ会議における愚劣な議論の実例」、15「聖書がまげて用いられている」、16「上記会議の狂態」で、「今日、偶像の効用を支持する者らは、このニカヤ会議を擁護者として引証する。」として、これを偶像崇拝を認めた会議と断じ、この「会議は、例外なく、偶像と生ける神とを同一視しているからである。」としており、改革派以降のプロテスタントとバプテストではこの会議は認められていない。